# Rossano Giampaglia
Rossano Giampaglia (Livorno, 1º gennaio 1945 – Genova, 2 dicembre 2005) è stato un allenatore di calcio e calciatore italiano, di ruolo centrocampista.

## Biografia
È morto il 2 dicembre 2005 all'ospedale di Genova, afflitto dalla leucemia che l'aveva già colto in passato. Per ricordarlo viene organizzato annualmente il Memorial Giampaglia.

## Carriera
Esordisce in Serie A nella Sampdoria con cui totalizza 11 presenze nella stagione 1965-1966, quella della prima retrocessione in Serie B dei genovesi. Trascorre la maggior parte della propria carriera fra la B, con il Livorno, e la Serie C.
Ritiratosi dal calcio giocato, nel 1989 diventa tecnico federale. Allena poi a più riprese il Livorno: nella stagione 1988-1989 è chiamato a campionato in corso alla guida degli amaranto per sostituire Roberto Franzon, per poi venire a sua volta rimpiazzato da Antonio Renna prima della fine del torneo.
Colto da leucemia nel 1995, riesce a guarirne e nel 1997 diventa commissario tecnico della nazionale Under-21 succedendo a Cesare Maldini; lascia la panchina nell'autunno 1997 dopo l'europeo di categoria, alla cui fase finale l'Italia non riesce a qualificarsi.
Comincia poi a lavorare al fianco di Marcello Lippi, che segue anche quando questi diventa selezionatore della nazionale maggiore.

## Palmarès

### Giocatore
- Campionato italiano Serie C: 1

Livorno: 1963-1964 (girone B)
- Campionato italiano di Serie B: 1

Sampdoria: 1966-1967